# Золотой ключик (театр, Винница)
Ви́нницкий областно́й академи́ческий теа́тр ку́кол  (укр. Вінницький академічний обласний театр ляльок) — один из наиболее старых на Украине, основан в 1938 году.

## История создания
Театр был основан в октябре 1938 года. В июне 1945 года Винницкий кукольный театр показывал первый послевоенный спектакль «Сказка партизанского леса» В. Шестака, Е. Ровенского.
История становления театра тесно связана с именем известного кукольника, члена УНИМА (UNIMA), заслуженного артиста УССР, заслуженного деятеля искусств УССР Владимира Шестака, который возглавлял театр почти 40 лет.
За свою историю коллектив театра осуществил более 250 новых постановок.

## Участие в конкурсах
Винницкий кукольный театр — лауреат многих международных, союзных и украинских конкурсов. В последнее время — победитель всеукраинского конкурса спектаклей по произведениях украинских драматургов:
- 1 место — спектакль «Малята-кармалята» Г. Усача;
- 1 место — победитель международного фестиваля детских театров в г. Яссы (Румыния) — спектакль «Гномы доброй Белоснежки» Г. Усача, 1994 г.

С 1999 года театр проводит Международный фестиваль театров кукол «Подільська лялька» (Подольская кукла).

## Репертуар
Репертуар театра интересный и разнообразный, творческий коллектив обращается к разным жанрам: от сказок народов мира до пародии на вестерн и современной драматургии для детей.

## Гастроли
Театр побывал на гастролях почти во всех областях Украины, в Молдавии, России, Польше, Румынии. Неоднократно был дипломантом и участником многих международных фестивалей.

## Руководители театра
- Директор театра — Тетяна Побережна
- Главный режиссёр — заслуженный деятель искусств Украины Александр Свиньин

## Адрес театра
- Винница, ул.Хмельницкое шоссе, 7.